# 珊阇耶
珊阇耶是8世纪马打蓝王国及珊阇耶王朝的建立者。中爪哇吉都平原南部乌基尔峰上的梵语石刻上记载了他的名字。石刻还提到他是印度教湿婆派的忠实追随者，与他的敌人——信封佛教的夏连特拉王室正相反。后者在珊阇耶的进攻之下被迫东迁。
珊阇耶是珊儺诃之子，他以武力继承王位，从接近毁灭中挽救了他的王国。根据分析，石刻是用作对战败者和藩属国的警告，而乌基尔正是王国最初的中心。据中国资料的记载，公园742—755年珊阇耶迁移了他的宫殿。